# Каракитаи

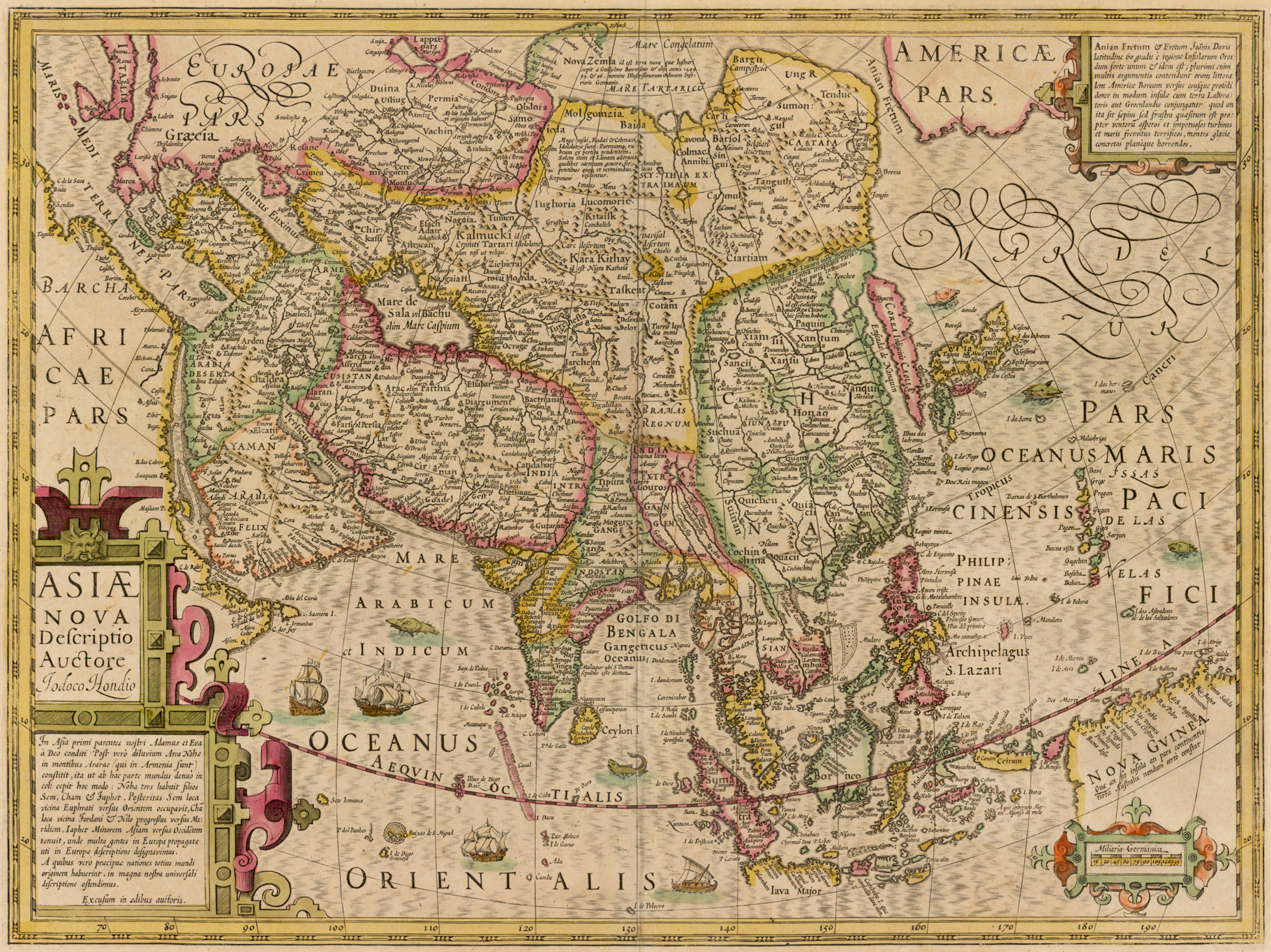
Почти 400 лет после разгрома каракитаев европейские картографы продолжали помещать их на своих картах. На этой карте 1610 г. они (Kara Kithay) размещены в верховьях Оби, к северу от Ташкента

Каракита́и или кара-кида́ни (что значит «чёрные кидани») — ветвь родственного монголам кочевого народа киданей, которая после разгрома государства Ляо чжурчжэнями в 1125 году откочевала в Среднюю Азию, где заселила Таласскую и Чуйскую долины. Впоследствии каракитаи смешались в местной среде и тюркизировались.

## История
Елюй Даши, правитель 16 тысяч киданьских семей, которые жили в Средней Азии до прихода основной группы, ещё в 1124 году принял почётный титул гурхана, основав Каракитайское ханство. Влияние гурханов на жизнь предшествовавшего им государства караханидов было весьма ограничено. Подданные исповедовали как буддизм, так и тенгрианство. По киданьской традиции, не раз во главе государства становились женщины.
К середине XII века каракитаи распространили свою власть на всю Среднюю Азию к югу от Балхаша и к востоку от Ферганской долины. Среди их данников оказались правители Балха, Хотана и Гаочана, а также хорезмшахи. Столицами служили Баласагун, Узген и Кашгар.
В 1211 году бежавшие под натиском Чингисхана найманы наводнили Среднюю Азию и пленили гурхана, однако уже семь лет спустя Каракитайское государство вошло в состав Монгольской империи. Под властью монголов каракитаи растворились в окружающих племенах.
Несмотря на это, сложившееся в официальной истории мнение, что каракитаи исчезли еще в XIII веке, на картах XV—XVI веков, в частности находящихся в Музее Ватикана, каракитаи присутствуют.
Карактаи (каракитаи) вошли в состав казахов, киргизов, узбеков, крымских татар, ногайцев, каракалпаков, башкир (род катай), гагаузов и других народов. В составе калмыков-торгутов известны представители рода хатай-хапчин.
Согласно переписи 1920 года, ктаи (китаи) были наиболее многочисленной родовой группой дештикипчакских узбеков в Катта-курганском уезде бывшей Самаркандской области российского Туркестана. Их насчитывалось около 25,5 тысяч человек. Из этого числа свыше 20 тысяч проживала в волостях, расположенных между Ак-Дарьёй и Кара-Дарьёй.